# Zwittebach
Der Zwittebach (tschechisch Svitavka) ist ein rechter Zufluss der Ploučnice (Polzen) in Deutschland und Tschechien.

## Verlauf
Er hat seine Quelle im Zittauer Gebirge westlich von Jonsdorf am Hohlstein auf dem Südhang des 651,6 Meter hohen Buchbergs. Der Zwittebach fließt nach Süden; 300 Meter nordwestlich der Kletterfelsen Falkenstein auf deutscher und Krkavčí kameny (Rabenstein) auf tschechischer Seite überschreitet er am Lauschehochmoor die Landesgrenze.
An der Svitavka liegen im Lausitzer Gebirge die Orte Dolní Světlá (Niederlichtenwalde), Mařenice (Großmergthal) und Mařeničky (Kleinmergthal), wo der Hamerský potok (Hammerbach) zufließt. Unterhalb wird das Flüsschen in zwei kleinen Stauweihern gestaut und dann fließt der Zwittebach durch Kunratice u Cvikova (Kunnersdorf). In Lindava (Lindenau) mündet der von Cvikov (Zwickau) kommende Boberský potok (Boberbach) zu.
Der Flussabschnitt zwischen Svitava (Zwitte), Velenice (Wellnitz) und Nové Zákupy (Neu Reichstadt) wird von Sandsteinfelsen begrenzt, in denen künstliche Höhlen errichtet wurden und auf denen sich die Ruine der Burg Velenice befindet.
Bedeutendster Ort am Fluss ist die Stadt Zákupy (Reichstadt). Die Svitavka fließt noch durch Božíkov (Götzdorf) und mündet nach etwa 38 Kilometer oberhalb von Heřmaničky (Hermsdorf), sechs Kilometer südöstlich von Česká Lípa in die Ploučnice.

## Besonderheiten
Zum Ende des 19. Jahrhunderts bestanden Planungen zu einer Fortführung der Zittauer Schmalspurbahn in den Tälern des Zwittebaches und Woberbaches bis Svor (Röhrsdorf).
In Lindava und Zákupy wurde der Bachlauf stark begradigt. Seine Wasserqualität ist durch Abwässer beeinträchtigt.

## Zuflüsse
- Krompašský potok (l), in Juliovka
- Hamerský potok (r), in Mařeničky
- Boberský potok (r), in Lindava